# 대한민국 철도청
대한민국 철도청(大韓民國 鐵道廳, Korean National Railroad)은 대한민국의 옛 중앙행정기관이다. 1963년 9월 1일 교통부 외청으로 발족하였으며, 대한민국의 국유 철도의 운영과 그 부대 사업에 관한 사무를 관장하는 건설교통부 산하로 있었다.
철도청이 발족된 이후, 만성적인 적자로 인한 부채가 누적되면서 철도경영합리화가 논의되었다. 2005년 1월 1일 한국철도공사와 한국철도시설공단(現 국가철도공단)으로 개편되면서 폐지되었다.

## 설치 근거 및 소관 업무
- 정부조직법 (법률 제1395호, 1963.08.26 일부 개정) 제28조[2]
- 철도청 직제 (각령 제1443호, 1963.08.31 제정)

## 연혁
- 1963년 9월 1일: 교통부의 외청으로 철도청을 설치.
- 1967년 8월 31일: 증기기관차 운행 종료.[3]
- 1967년 9월 1일: 경부선에 특급 비둘기호 운행 개시
- 1969년 2월 10일: 경부선에 관광호 운행 개시
- 1973년 6월 20일: 중앙선에 8000호대 전기 기관차 운행 개시
- 1974년 8월 15일: 수도권 전철 1호선 개통, 경원선, 경부선, 경인선 구간을 관할하게 됨
- 1980년 11월 1일: 우등형 전기 동차가 우등 열차로 운행 개시
- 1981년 10월 1일: 승차권 발매 전산화 및 지정공통승차권 발매 개시
- 1984년 1월 1일: 열차 등급 및 열차명 개정 (새마을호, 무궁화호, 통일호, 비둘기호)
- 1987년 7월 6일: 동차형 새마을호 첫 운행
- 1988년 10월 25일: 안산선이 수도권 전철 1호선의 지선 형태로 개통
- 1988년 12월 30일: 철도 공사화 추진[4]
- 1992년 6월 30일: 경부고속철도 기공.
- 1993년 1월 15일: 과천선 금정역~인덕원역 구간이 안산선과 직결하여 개통
- 1994년 4월 1일: 과천선 인덕원역~남태령역 구간 개통, 서울 지하철 4호선과 직결하여 수도권 전철 4호선 계통으로 통합
- 1994년 5월 10일: 철도공사 설립준비단 출범.[5]
- 1994년 7월 28일: 한국철도산업기술연구원 출범.[6]
- 1994년 9월 1일: 분당선(수서역~오리역) 개통
- 1995년 11월 20일: 〈국유철도의운영에관한특례법〉제정
- 1996년 1월 30일: 일산선(지축역~대화역) 개통, 서울 지하철 3호선과 직결하여 수도권 전철 3호선 계통 성립
- 1998년 7월 31일: 정부대전청사로 이전
- 1999년 9월 18일: 외국인 전용 "KR Pass" 발행
- 2000년 11월 14일: 비둘기호 운행 종료.[7]
- 2002년 10월 28일: "KORAIL" CI로 제작.
- 2002년 12월 24일: 철도회관 준공.
- 2003년 1월 24일: "KORAIL" CI 선포.
- 2003년 6월 30일: 호남고속철도 기공.
- 2003년 11월 30일: 자동발매 및 MS(자성)형 승차권 발매 개시
- 2004년 1월 7일: 철도 시설 건설·관리·연구 개발 부문이 한국철도시설공단으로 이관.[8]
- 2004년 3월 31일: 통일호 운행 종료.[9]
- 2004년 4월 1일: 경부고속철도 1단계 구간 개통.
- 2005년 1월 1일: 철도청이 폐지되고, 철도 영업 부문은 한국철도공사로 변경.[10]

## 역대 로고

1963년부터 1997년까지 사용된 철도청 로고
1994년부터 2003년까지 사용된 철도청 로고
2003년부터 2004년까지 사용된 철도청 로고. 철도청 해체 이후에는 한국철도공사의 로고로 사용하고 있다.

## 조직
| - 감사담당관 ( 2000.01 ~ 2005.01 ) - 감사담당관 ( 1971.04 ~ 1999.12 ) - 건설본부 ( 2000.01 ~ 2004.01 ) - 경리국 ( 1963.08 ~ 1996.03 ) - 경영관리실 ( 2004.03 ~ 2005.01 ) - 경영기획관 ( 1996.03 ~ 2000.01 ) - 고속철도본부 ( 2000.01 ~ 2003.11 ) - 고속철도사업본부 ( 2003.11 ~ 2005.01 ) - 고양고속철도차량관리단 ( 2004.03 ~ 2004.12 ) - 고양고속철도차량정비창 ( 2004.01 ~ 2004.03 ) - 공보담당관 ( 1970.02 ~ 1999.12 ) - 공안담당관 ( 2004.03 ~ 2005.01 ) - 공안담당관 ( 1971.04 ~ 1996.03 ) - 관리본부 ( 2000.01 ~ 2004.03 ) - 광역철도사업본부 ( 2004.03 ~ 2005.01 ) - 광주보선사무소 ( 1963.11 ~ 1970.03 ) - 광주시설관리사무소 ( 2001.09 ~ 2004.05 ) - 교통공무원교육원 ( 1965.12 ~ 1996.03 ) - 기술개발단 ( 2004.03 ~ 2005.01 ) - 기획관리관 ( 1963.12 ~ 2000.01 ) - 기획본부 ( 2000.01 ~ 2004.03 ) - 김천보선사무소 ( 1963.11 ~ 1970.03 ) - 김천시설관리사무소 ( 2001.09 ~ 2004.05 ) - 대구보선사무소 ( 1963.11 ~ 1970.03 ) - 대구시설관리사무소 ( 2001.09 ~ 2004.05 ) - 대전공작창 ( 1980.05 ~ 1984.02 ) - 대전보선사무소 ( 1963.11 ~ 1970.03 ) - 대전시설관리사무소 ( 2001.09 ~ 2001.09 ) - 대전지방철도청 ( 1974.08 ~ 1999.12 ) | - 대전지역본부 ( 2004.03 ~ 2004.12 ) - 대전지역사무소 ( 2000.01 ~ 2004.03 ) - 대전철도국 ( 1963.09 ~ 1974.08 ) - 대전철도차량관리단 ( 2004.03 ~ 2004.12 ) - 대전철도차량정비본부 ( 1996.03 ~ 1999.12 ) - 대전철도차량정비창 ( 2000.01 ~ 2004.03 ) - 대전철도차량정비창 ( 1984.02 ~ 1996.03 ) - 마산보선사무소 ( 1963.11 ~ 1970.03 ) - 마산시설관리사무소 ( 2001.09 ~ 2004.05 ) - 무선관리사무소 ( 1970.02 ~ 1994.01 ) - 물류사업본부 ( 2004.03 ~ 2005.01 ) - 보급사무소 ( 1970.03 ~ 1973.05 ) - 부산건축사무소 ( 2000.03 ~ 2004.05 ) - 부산고속철도차량관리단 ( 2004.03 ~ 2004.12 ) - 부산고속철도차량정비창 ( 2003.11 ~ 2004.03 ) - 부산공작창 ( 1963.09 ~ 1984.02 ) - 부산보급사무소 ( 1973.05 ~ 1994.02 ) - 부산보선사무소 ( 1963.11 ~ 1970.03 ) - 부산시설관리사무소 ( 2001.09 ~ 2004.05 ) - 부산지방철도청 ( 1974.08 ~ 1999.12 ) - 부산지역본부 ( 2004.03 ~ 2004.12 ) - 부산지역사무소 ( 2000.01 ~ 2004.03 ) - 부산철도국 ( 1963.09 ~ 1974.08 ) - 부산철도차량관리단 ( 2004.03 ~ 2004.12 ) - 부산철도차량정비본부 ( 1996.03 ~ 1999.12 ) - 부산철도차량정비창 ( 2000.01 ~ 2004.03 ) - 부산철도차량정비창 ( 1984.02 ~ 1996.03 ) - 비상계획담당관 ( 1970.02 ~ 1998.02 ) - 사업개발관 ( 1994.02 ~ 1998.02 ) | - 사업개발관(기술담당)실 ( 1994.02 ~ 1996.03 ) - 사업개발관(사업담당)실 ( 1994.02 ~ 1996.03 ) - 사업개발관(운영담당)실 ( 1994.02 ~ 1996.03 ) - 사업개발본부 ( 1998.02 ~ 2005.01 ) - 서울고속철도차량정비창 ( 2003.11 ~ 2004.01 ) - 서울공작창 ( 1963.09 ~ 1984.02 ) - 서울보급사무소 ( 1963.09 ~ 1970.03 ) - 서울보선사무소 ( 1963.11 ~ 1970.03 ) - 서울시설관리사무소 ( 2001.09 ~ 2004.05 ) - 서울지방철도청 ( 1974.08 ~ 1999.12 ) - 서울지역본부 ( 2004.03 ~ 2004.12 ) - 서울지역사무소 ( 2000.01 ~ 2004.03 ) - 서울차량정비본부 ( 1996.03 ~ 1999.12 ) - 서울철도국 ( 1963.09 ~ 1974.08 ) - 서울철도차량관리단 ( 2004.03 ~ 2005.01 ) - 서울철도차량정비창 ( 2000.01 ~ 2004.03 ) - 서울철도차량정비창 ( 1984.02 ~ 1996.03 ) - 설계사무소 ( 1970.02 ~ 1994.01 ) - 수송안전실 ( 2004.03 ~ 2005.01 ) - 수원보선사무소 ( 1963.11 ~ 1970.03 ) - 수원시설관리사무소 ( 2001.09 ~ 2004.05 ) - 순천보선사무소 ( 1963.11 ~ 1970.03 ) - 순천시설관리사무소 ( 2001.09 ~ 2004.05 ) - 순천지방철도청 ( 1974.08 ~ 2000.01 ) - 순천지역본부 ( 2004.03 ~ 2005.01 ) - 순천지역사무소 ( 2000.01 ~ 2004.03 ) - 시설국 ( 1963.08 ~ 2000.01 ) - 시설본부 ( 2000.01 ~ 2005.01 ) - 심사사무소 ( 1970.02 ~ 1995.01 ) | - 안전관(안전담당)실 ( 1984.02 ~ 1988.12 ) - 안전관리관 ( 1994.02 ~ 2000.01 ) - 안전관리관(안전담당)실 ( 1994.02 ~ 1996.03 ) - 안전관리관(운전담당)실 ( 1994.02 ~ 1996.03 ) - 안전관리관(조사담당)실 ( 1994.02 ~ 1996.03 ) - 안전환경실 ( 2000.01 ~ 2004.03 ) - 영등포공작창 ( 1963.09 ~ 1980.04 ) - 영업국 ( 1998.02 ~ 1999.12 ) - 영업본부 ( 2000.01 ~ 2004.05 ) - 영주보선사무소 ( 1967.05 ~ 1970.03 ) - 영주시설관리사무소 ( 2001.09 ~ 2004.05 ) - 영주지방철도청 ( 1974.08 ~ 2000.01 ) - 영주지역본부 ( 2004.03 ~ 2005.01 ) - 영주지역사무소 ( 2000.01 ~ 2004.03 ) - 운수국 ( 1963.08 ~ 1998.02 ) - 운전관리관 ( 1988.12 ~ 1994.02 ) - 운전관리관(안전담당)실 ( 1988.12 ~ 1994.02 ) - 운전관리관(운전담당)실 ( 1988.12 ~ 1994.02 ) - 운전관리관(조사담당)실 ( 1988.12 ~ 1994.02 ) - 일반철도사업본부 ( 2004.03 ~ 2005.01 ) - 재무관리국 ( 1996.03 ~ 1999.12 ) - 전기국 ( 1973.03 ~ 2000.01 ) - 전기본부 ( 2000.01 ~ 2005.01 ) - 전략기획실 ( 2004.03 ~ 2005.01 ) - 전자계산사무소 ( 1970.02 ~ 1994.02 ) - 제천보선사무소 ( 1963.11 ~ 1970.03 ) - 제천시설관리사무소 ( 2001.09 ~ 2004.05 ) - 조달본부 ( 2000.01 ~ 2004.05 ) - 종합공사사무소 ( 1994.02 ~ 1998.02 ) - 중앙보급사무소 ( 1973.05 ~ 2000.01 ) | - 차량국 ( 1973.03 ~ 1998.02 ) - 차량본부 ( 1998.02 ~ 2005.01 ) - 참여혁신실 ( 2004.03 ~ 2005.01 ) - 천안보선사무소 ( 1963.11 ~ 1970.03 ) - 천안시설관리사무소 ( 2001.09 ~ 2004.05 ) - 철도건설본부 ( 1996.03 ~ 1999.12 ) - 철도건설창 ( 1991.02 ~ 1994.01 ) - 철도경영연수원 ( 2000.01 ~ 2004.03 ) - 철도공무원교육원 ( 1996.03 ~ 1999.12 ) - 철도기술연구소 ( 1963.09 ~ 1994.02 ) - 철도박물관 ( 1994.01 ~ 2000.12 ) - 철도인력개발원 ( 2004.03 ~ 2004.12 ) - 철도전문대학 ( 1979.03 ~ 1999.03 ) - 철도전문학교 ( 1977.03 ~ 1979.03 ) - 철도전산정보사무소 ( 1998.02 ~ 2005.01 ) - 철도정보통신사무소 ( 1994.01 ~ 1998.02 ) - 철도중앙물자보급단 ( 2004.03 ~ 2005.01 ) - 철도차량정비본부 ( 1996.03 ~ 1999.12 ) - 철도차량정비창 ( 2000.01 ~ 2004.03 ) - 청량리보선사무소 ( 1963.11 ~ 1970.03 ) - 청량리시설관리사무소 ( 2001.09 ~ 2004.05 ) - 총무과 ( 1963.08 ~ 1999.12 ) - 출자사업관 ( 1985.02 ~ 1994.02 ) - 출자사업관(개발담당)실 ( 1985.02 ~ 1994.02 ) - 출자사업관(출자담당)실 ( 1985.02 ~ 1994.02 ) - 특별동차사무소 ( 1969.07 ~ 2005.01 ) - 한국철도대학 ( 1999.03 ~ 2005.01 ) - 현업기관 ( 1963.09 ~ 2005.01 ) - 홍보담당관 ( 2000.01 ~ 2005.01 ) - 후생복지담당관 ( 1995.01 ~ 1996.03 ) |

## 역대 청·차장

### 철도청장
| 공화국      | 대수           | 이름                               | 임기                               | 출신지                     | 출신학교                                          | 비고 |
| ----------- | -------------- | ---------------------------------- | ---------------------------------- | -------------------------- | ------------------------------------------------- | --- |
| 제3공화국   | 초대           | 박형훈(朴亨勳)                     | 1963년 9월 1일 ~ 1964년 7월 14일   |                            |                                                   | 육군 수송감                                                                                             |
| 제3공화국   | 2대            | 김진식(金鎭軾)                     | 1964년 7월 14일 ~ 1966년 1월 8일   | 서울                       |                                                   | 철도청 공전국장                                                                                         |
| 제3공화국   | 3대            | 양택식(梁鐸植)                     | 1966년 1월 8일 ~ 1967년 10월 10일  | 경남 남해                  | 서울대                                            | 경상북도지사&서울특별시장&대한주택공사 사장&동서석유화학 회장                                           |
| 제3공화국   | 4대            | 이훈섭(李勳燮)                     | 1967년 10월 10일 ~ 1970년 3월 31일 | 평남 개천                  | 육사                                              | 육군 수송감                                                                                             |
| 제3공화국   | 5대            | 김준배(金俊培)                     | 1970년 4월 1일~10월 22일           | 경북 상주                  | 육사&경희대                                       | 산림청장                                                                                                |
| 제3공화국   | 6대            | 이용(李龍)                         | 1970년 10월 22일 ~ 1971년 6월 12일 | 함북 경성                  | 육사                                              | 강원도지사&교통부 차관&인천합금철주식회사 사장&인천제철 사장                                            |
| 제3공화국   | 7대            | 오용운(吳龍雲)                     | 1971년 6월 12일 ~ 1973년 8월 16일  | 충북 진천                  | 육사                                              | 충청북도지사&제10·13·15대 국회의원                                                                      |
| 제4공화국   | 7대            | 오용운(吳龍雲)                     | 1971년 6월 12일 ~ 1973년 8월 16일  | 충북 진천                  | 육사                                              | 충청북도지사&제10·13·15대 국회의원                                                                      |
| 8대         | 이동화(李東和) | 1973년 8월 16일 ~ 1976년 3월 31일  | 경북 청송                          | 육사                       | 3군단장&1군부사령관&국방대학원장                  | |
| 9대         | 김재현(金在鉉) | 1976년 3월 31일 ~ 1977년 11월 24일 | 경북 대구 (현재 경북과 분리)       | 육사                       | 관세청장                                          | |
| 10대        | 이용식(李鏞植) | 1977년 11월 24일 ~ 1980년 7월 15일 | 서울                               | 서울대                     | 철도청 기획관리관&철도청 차장                     | |
| 11대        | 황해중(黃海重) | 1980년 7월 15일 ~ 1981년 5월 21일  | 서울                               | 서울대                     | 영주·부산지방철도청장&철도청 전기국장&철도청 차장 | |
| 제5공화국   | 12대           | 안창화(安昌和)                     | 1981년 5월 21일 ~ 1983년 1월 12일  | 평양                       |                                                   | 철도청 운수국장&철도청 차장&교통부 기획관리실장                                                         |
| 제5공화국   | 13대           | 최기덕(崔璂德)                     | 1983년 1월 12일 ~ 1988년 12월 13일 | 경북 대구 (현 경북과 분리) | 해사                                              | 해병 사단장&해군참모차장                                                                                |
| 노태우 정부 | 13대           | 최기덕(崔璂德)                     | 1983년 1월 12일 ~ 1988년 12월 13일 | 경북 대구 (현 경북과 분리) | 해사                                              | 해병 사단장&해군참모차장                                                                                |
| 14대        | 김하경(金夏經) | 1988년 12월 13일 ~ 1990년 6월 21일 | 경북 경주                          | 고려대                     | 철도청 운수국장&철도청 차장                       | |
| 15대        | 신영국(辛永國) | 1990년 6월 21일 ~ 1991년 12월 19일 | 서울                               | 서울대                     | 철도청 차장&제13·15·16대 국회의원                 | |
| 16대        | 최평욱(崔枰旭) | 1991년 12월 19일 ~ 1993년 3월 4일  | 경남 남해                          | 육사                       | 보안사령관&교육사령관&산림청장                    | |
| 김영삼 정부 | 17대           | 강신태(姜信泰)                     | 1993년 3월 4~30일                  | 서울                       | 연세대                                            | 철도청 차장                                                                                             |
| 김영삼 정부 | 18대           | 최훈(崔燻)                         | 1993년 4월 3일 ~ 1994년 8월 20일   | 경북 대구 (현 경북과 분리) | 경북대                                            | 교통부 수송정책국장&교통부 기획관리실장                                                                 |
| 김영삼 정부 | 19대           | 김인호(金仁浩)                     | 1994년 8월 20일 ~ 1996년 3월 8일   | 경남 밀양                  | 서울대                                            | 대통령비서실 경제수석비서관&공정거래위원회 위원장&한국소비자보호원장&시장경제연구원 이사장              |
| 김영삼 정부 | 20대           | 김경회(金坰會)                     | 1996년 3월 8일 ~ 1998년 3월 8일    | 충남 예산                  | 성균관대                                          | 철도청 차장                                                                                             |
| 김대중 정부 | 21대           | 정종환(鄭鍾煥)                     | 1998년 3월 8일 ~ 2001년 4월 1일    | 충남 청양                  | 고려대                                            | 교통부 관광국장&건설교통부 기획관리실장&건설교통부 수송정책실장&국토해양부 장관&한국철도시설공단 이사장 |
| 김대중 정부 | 22대           | 손학래(孫鶴來)                     | 2001년 4월 2일 ~ 2003년 3월 3일    | 전남 보성                  | 조선대                                            | 건설교통부 도로국장&건설교통부 광역교통정책실장&한국도로공사 사장&한국도로교통협회 회장                 |
| 노무현 정부 | 23대           | 김세호(金世浩)                     | 2003년 3월 3일 ~ 2004년 9월 3일    | 경북 상주                  | 고려대                                            | 건설교통부 차관                                                                                         |
| 노무현 정부 | 24대           | 신광순(申光淳)                     | 2004년 10월 21일~12월 31일         | 경기 평택                  | 서울산업대                                        | 철도청 차장&한국철도공사 사장                                                                           |

### 철도청 차장
| 공화국      | 대수           | 이름                   | 임기                   | 출신지    | 출신학교                                       | 비고                                                                  |
| ----------- | -------------- | ---------------------- | ---------------------- | --------- | ---------------------------------------------- | --------------------------------------------------------------------- |
| 제2공화국   | 초대           | 임승일(林承日)         | 1963년 9월~12월        |           |                                                |                                                                       |
| 제3공화국   | 직무대리       | 이득용(李得龍)         | 1963년 12월~1964년 6월 |           |                                                |                                                                       |
| 제3공화국   | 2대            | 이득용(李得龍)         | 1964년 6월~1966년 1월  |           |                                                |                                                                       |
| 제3공화국   | 3대            | 정재식(丁哉錫)         | 1966년 1월~4월         |           |                                                | 교통부 기획관리실장                                                   |
| 제3공화국   | 4대            | 정인화(鄭寅和)         | 1966년 4월~1967년 1월  |           |                                                | 교통부 기획관리실장                                                   |
| 제3공화국   | 5대            | 박윤위(朴潤偉)         | 1967년 1월~1968년 1월  |           |                                                | 철도청 운수국장                                                       |
| 제3공화국   | 6대            | 이진구(李瑨九)         | 1968년 1월~1969년 5월  |           |                                                |                                                                       |
| 제3공화국   | 7대            | 이병조(李丙祚)         | 1969년 5월~1970년 4월  |           |                                                | 철도청 공전국장                                                       |
| 제3공화국   | 8대            | 김동혁(金東赫)         | 1970년 4월~10월        |           |                                                |                                                                       |
| 제3공화국   | 9대            | 윤종혁(尹宗赫)         | 1970년 10월~1972년 2월 |           |                                                |                                                                       |
| 제3공화국   | 10대           | 이병조(李丙祚)         | 1972년 2월~1973년 7월  |           |                                                |                                                                       |
| 제4공화국   | 10대           | 이병조(李丙祚)         | 1972년 2월~1973년 7월  |           |                                                |                                                                       |
| 11대        | 김재두(金載斗) | 1973년 7월~8월         |                        |           | 철도청 철도시설국장                            |                                                                       |
| 12대        | 홍면후(洪勉厚) | 1973년 8월~1976년 3월  |                        |           |                                                |                                                                       |
| 13대        | 이용식(李鏞植) | 1976년 3월~1977년 11월 |                        |           | 철도청장                                       |                                                                       |
| 14대        | 황해중(黃海重) | 1977년 11월~1980년 8월 |                        |           | 영주·부산지방철도청장&철도청 전기국장&철도청장 |                                                                       |
| 15대        | 안창화(安昌和) | 1980년 8월~1981년 1월  |                        |           | 철도청 운수국장&철도청장&교통부 기획관리실장   |                                                                       |
| 제5공화국   | 16대           | 김영관(金榮觀)         | 1981년 1월~1982년 9월  |           |                                                |                                                                       |
| 제5공화국   | 17대           | 김하경(金夏經)         | 1982년 9월~1988년 12월 |           |                                                | 철도청 운수국장&철도청장                                              |
| 노태우 정부 | 17대           | 김하경(金夏經)         | 1982년 9월~1988년 12월 |           |                                                | 철도청 운수국장&철도청장                                              |
| 18대        | 신영국(辛永國) | 1988년 12월~1990년 7월 |                        |           | 철도청장&제13·15·16대 국회의원                 |                                                                       |
| 19대        | 김정옥(金正玉) | 1990년 7월~1991년 6월  |                        |           | 서울지방철도청장                               |                                                                       |
| 20대        | 강신태(姜信泰) | 1991년 6월~1993년 3월  |                        |           | 철도청장                                       |                                                                       |
| 김영삼 정부 | 21대           | 김경회(金坰會)         | 1993년 3월~1996년 3월  |           |                                                | 철도청장                                                              |
| 김영삼 정부 | 22대           | 민척기(閔拓基)         | 1996년 3월~ 1998년 7월 |           |                                                | 철도청 재무관리국장                                                   |
| 김대중 정부 | 23대           | 조우현(曺宇鉉)         | 1998년 7월~1999년 1월  | 전남 화순 | 고려대                                         | 건설교통부 국토계획국장&건설교통부 기획관리실장&인천국제공항공사 사장 |
| 김대중 정부 | 24대           |                        |                        |           |                                                |                                                                       |
| 김대중 정부 | 25대           |                        |                        |           |                                                |                                                                       |
| 김대중 정부 | 26대           | 박철규(朴喆圭)         | 2001년 5월~2003년 3월  | 경북 칠곡 |                                                | 한국철도대학장                                                        |
| 노무현 정부 | 27대           | 이근국(李根國)         | 2003년 3월~12월        | 경기 파주 | 육사                                           | 철도경영연구협회 회장                                                 |
| 노무현 정부 | 28대           | 신광순(申光淳)         | 2004년 1월~11월        | 경기 평택 | 서울산업대                                     |                                                                       |
| 노무현 정부 | 29대           | 최연혜(崔然惠)         | 2004년 11월~12월       | 충북 영동 | 서울대                                         | 한국철도대학장&철도청 차장&한국철도공사 사장                          |

## 비판
철도청 출범이후 이후 지난 1960-1970년대 산업선 등 주요 간선망 확대에 박차를 가하면서 태백선, 영동선, 경전선 등이 잇따라 신설됐고 경부선, 호남선, 경인선등 기존 철도망도 대부분 복선화되면서 현재의 기간철도망 체제를 구축하게 된다.
그러나 국가기간교통망의 한 축으로 자리잡았는데도 불구하고 그동안 누적 적자가 가중되면서 갖가지 경영상의 어려움을 겪어왔다. 1996년말 회계기준으로 부채총액은 1조 7,182억원이나 이르자, 적자해소를 위한 방안으로 공사화작업이 추진됐다.
철도청 폐지직전까지 영업적자 추이는 다음과 같다. (단위: 억원)
| 구분               | 1998년  | 1999년  | 2000년  | 2001년  | 2002년  | 2003년         | 2004년                      |
| ------------------ | ------- | ------- | ------- | ------- | ------- | -------------- | --------------------------- |
| 영업수입           | 13,662  | 14,025  | 14,575  | 15,270  | 15,366  | 15,554         | 19,293(KTX 수입 5,180 포함) |
| 영업비용           | 19,937  | 19,493  | 21,053  | 22,350  | 23,645  | 26,013         | 32,514                      |
| 영업수지           | (6,275) | (5,468) | (6,478) | (7,080) | (8,279) | (10,459)       | (13,221)                    |
| 정부 운영자금 지원 | 4,909   | 3,624   | 7,787   | 7,570   | 9,502   | 10,647(예산안) | ?                           |